# Jacob Fehrmann

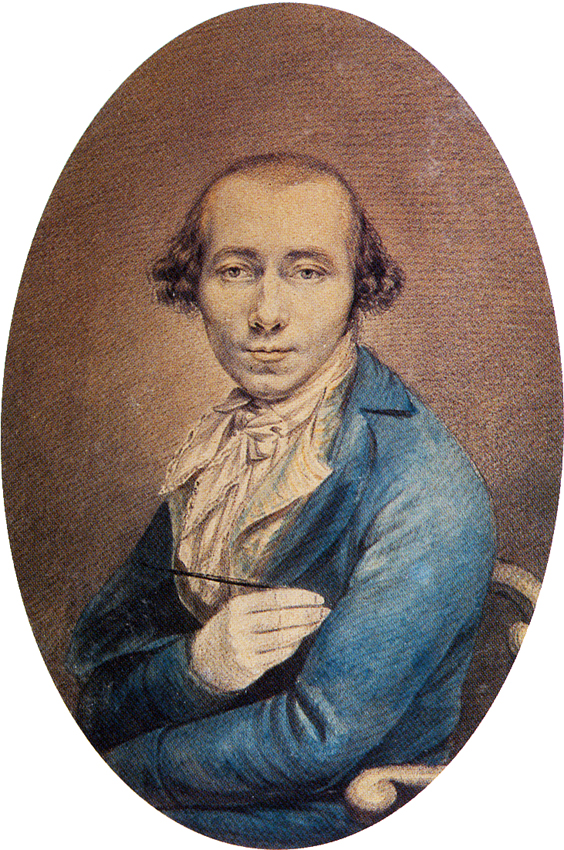
Selbstporträt von Jacob Fehrmann aus dem Jahr 1788

Jacob Fehrmann (* 27. Januar 1760 (Taufe) in Bremen; † 27. August 1837 in Bremen) war ein Zeichenlehrer und Porträtmaler in Bremen.

## Leben
Fehrmann wurde 1760 in Bremen als Sohn des Drechslermeisters Jacob Fehrmann geboren. Im März 1779 wandte er sich unter Beifügung von Arbeitsproben wegen eines Stipendiums an den Bremer Senat um sich mit dieser Unterstützung in Kopenhagen als Künstler ausbilden zu lassen. Eine Krankheit oder Verletzung am Bein hindere ihn an einem anderen Metier. Der Senat bewilligte für vier Jahre je 150 Taler. 1783 erhielt Fehrmann in Kopenhagen eine Preismedaille im Zeichnen nach dem Modell, ähnliche Prämien (1784 für eine Skizze Der leidende Philoktet; 1784 eine Goldmedaille für das Ölgemälde Willehads Bekehrung) errang er in den beiden folgenden Jahren in Kassel, wohin ihn wohl das Renommee des 1779 eröffneten Fridericianums und seines Direktors Johann Heinrich Tischbein gezogen hatte.  Unter der Bedingung, sich anschließend als Maler in Bremen niederzulassen, wurden Fehrmann für Reisen 1785 erneut 300 Taler zugestanden, um die Gemälde von Rubens in Düsseldorf zu studieren. Im Juni 1785 hielt er sich in Göttingen auf, ob und wie lange er in Düsseldorf studierte, ist nicht bekannt. Spätestens 1788 war er wieder in Bremen, aus diesem Jahr stammen die ersten hier entstandenen Gemälde. 1806 heiratete er Cäcilie Deetjen. Gestorben ist er 1837.

## Werk
Gemessen an den fünf Jahrzehnten, die Fehrmann in Bremen als „Zeichenmeister, Miniaturmaler, Geschichts- und Porträtmaler“ zur Verfügung stand, ist sein überliefertes Œuvre erstaunlich schmal. Unter seinen Ölgemälden ragen nur die beiden Selbstporträts heraus: das ältere, kompositorisch noch unsichere durch den Versuch der Selbstdarstellung als klassizistischer Künstler, das 1808 gemalte durch Nahsichtigkeit und intensive Wendung zum Betrachter. Unter den Zeichnungen ist bemerkenswert der Beitrag Fehrmanns zu dem bedeutenden Komplex der Bildnisse im Wilkensschen Kabinett, einer zwischen 1770 und 1810 angelegten bürgerlichen Porträtsammlung.
- Selbstporträt im Atelier, Öl auf Leinwand, 1788, Focke-Museum Bremen
- Wilhelm Olbers, Öl auf Leinwand, 1788, Focke-Museum Bremen
- J. F. W. Iken und H. Iken, Öl auf Leinwand, beide 1788, Focke-Museum Bremen
- Johanne Wienholt, 1789, Focke-Museum Bremen
- Selbstporträt, Öl auf Leinwand, 1808, Focke-Museum Bremen
- Cecilie Fehrmann, Öl auf Leinwand, 1808, Focke-Museum Bremen
- die etwa 123 Bildnisse umfassende Serie der leicht angetuschten Bleistiftzeichnungen im Wilkensschen Kabinett des Focke-Museums sowie einige Zeichnungen und Aquarelle in der Kunsthalle Bremen und der Staats- und Universitätsbibliothek Bremen.

## Nachweise
1. ↑  Das demnächst digital zugängliche /Besucherbuch des Friderizianums wird möglicherweise dazu mehr Einzelheiten bereitstellen
2. ↑  so in den Bremer Adressbüchern von 1794 bis 1839